# Mellersta Urat
Mellersta Urat är ett mongoliskt baner som lyder under Bayannurs stad på prefekturnivå i den autonoma regionen Inre Mongoliet i norra Kina. Det ligger omkring 290 kilometer väster om regionhuvudstaden Hohhot.